# بارني باسي
بارني باسي (بالإنجليزية: Barney Bussey)‏ هو لاعب كرة قدم أمريكية أمريكي، ولد في 20 مايو 1962 في لينكولنتون في الولايات المتحدة.

## وصلات خارجية
- بارني باسي على موقع مرجع كرة القدم المحترفة.كوم (الإنجليزية)